# Kowala (województwo małopolskie)
Kowala – wieś w Polsce położona w województwie małopolskim, w powiecie proszowickim, w gminie Proszowice.
W 1595 roku wieś położona w powiecie proszowskim województwa krakowskiego była własnością wojewody kijowskiego Konstantego Wasyla Ostrogskiego. Do 1954 roku siedziba gminy Kowala. W latach 1954–1972 wieś należała i była siedzibą władz gromady Kowala. W latach 1975–1998 miejscowość administracyjnie należała do województwa krakowskiego.
- Zabytki: zespół dworski